# Caliban upon Setebos. Or, Natural Theology in the Island
Caliban upon Setebos. Or, Natural Theology in the Island ist ein von Robert Browning geschriebenes Gedicht, das 1864 in der Gedichtsammlung Dramatis Personae veröffentlicht wurde.
Es handelt von Caliban, einem Charakter aus William Shakespeares Der Sturm, und seinen Reflexionen über Setebos, den brutalen Gott, an den er glaubt.

## Kulturelle Referenzen
Arno Schmidts Erzählung Caliban über Setebos aus dem Jahr 1964 spielt im Titel auf Brownings Gedicht an. Es spielt in den 2004 bzw. 2006 erschienenen Science-Fiction-Romanen Ilium und Olympos von Dan Simmons eine Rolle, wo Caliban und Setebos die Antagonisten darstellen. In Jack Londons Der Seewolf aus dem Jahr 1904 wird Wolf Larsen an einer Stelle als Setebos beschrieben.